# 라선시
라선시(羅先市, 표준어: 나선시) 또는 라진-선봉시(羅津-先鋒市, 표준어: 나진·선봉시)는 북한 동북부에 있는 도시이다. 인민위원장은 김수열, 당 책임비서는 임경만이다.
조선 시대까지만 해도 경흥군의 작은 어촌에 불과하였으나, 일제강점기 시절 웅기면에 항구가 개발되면서 웅기군으로 급격하게 성장하게 되었다. 해방 이후에도 웅기군으로 불렸으나, 1993년 9월 라진-선봉시로 개편되었고, 2000년 8월 도(道)급의 특별시인 라선시로 승격하였다. 2004년 1월 함경북도 내의 특급시가 되었다가, 2010년 1월 4일 최고인민회의 상임위원회 정령에 따라 도(道)급인 특별시로 승격하였다. 행정 구역이 자주 개편되었는데, 현재의 라선시는 1945년 해방 당시 나진시와 경흥군(아오지읍은 제외)을 합친 지역이다.
최근 라선시의 경공업공장들이 러시아와의 경제적인 협력 및 러시아의 라진항 개발사업 참여 등으로 활발하게 이루어지고 있다.

## 지리

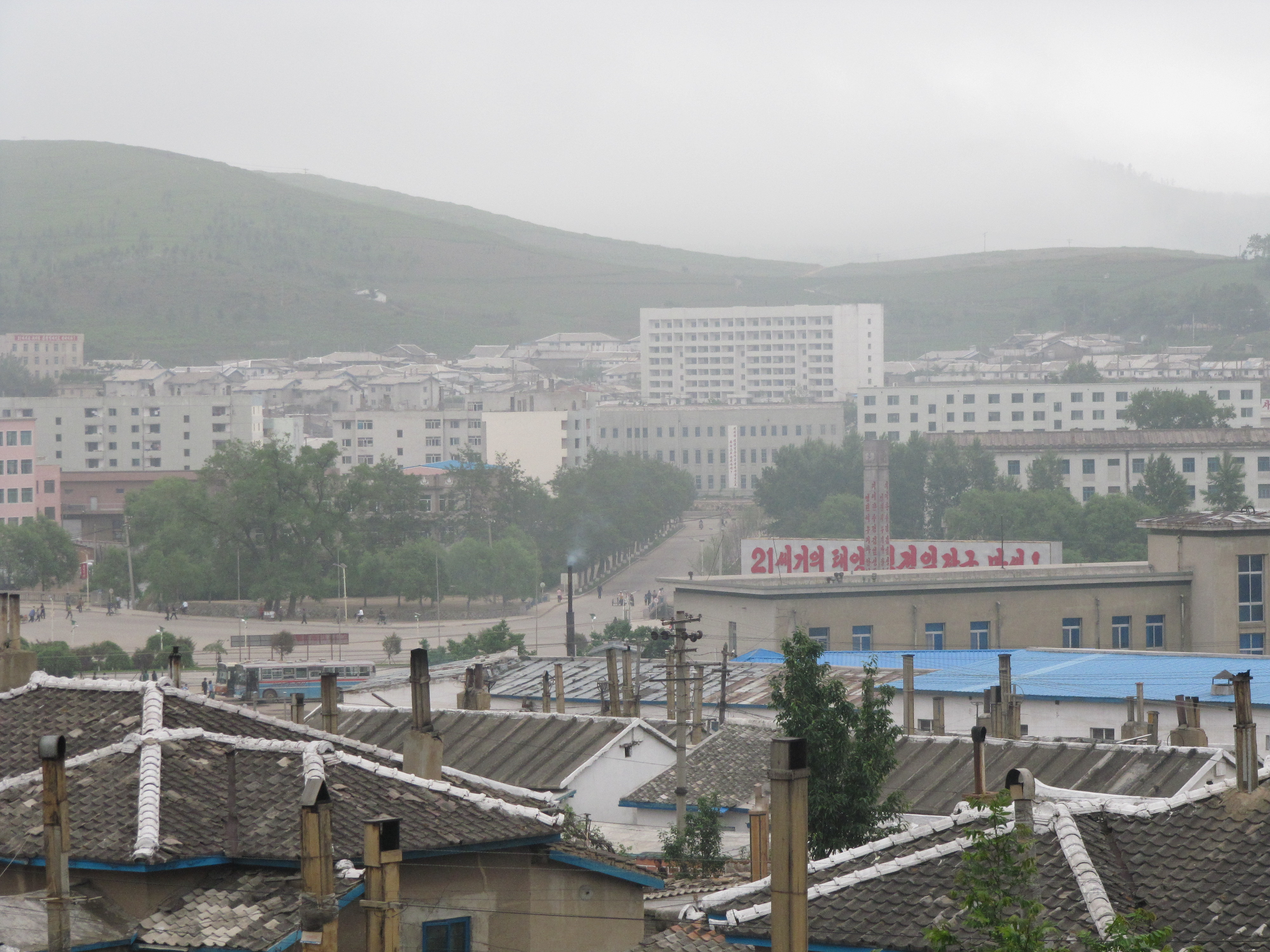
라선시

북동쪽으로 중화인민공화국 지린성 옌볜 조선족 자치주 훈춘 시와 러시아 프리모르스키 지방 하산스키 군 하산에 접하는 동해의 항구 도시이다. 서울특별시에서 약 950km, 속초시에서 약 910km 거리에 위치. 라진항은 예부터 천연 양항이며, 매년 여름에는 다수의 중국인이 방문한다. 또 웅기 지구에는 신석기시대의 패총이 있다. 면적은 746 km2이고 해안선 길이는 56km이다. 8개의 만과 10개의 곶이 위치해 있다.
- 섬: 11개의 섬이 위치해 있다.
  - 알도
  - 속초도

### 산
서쪽에 송진산(松眞山)이 위치해 있다. 최고 높이는 1,146m이다.

### 호수
- 서번포(西藩浦)[4]
- 동번포(東藩浦)
- 만포(晩浦)

### 기후
연평균 기온은 섭씨 6.3도이고, 최저 기온은 -8.8도이고, 최고 기온은 20.9도이다. 연 강우량은 770mm이다.
| Rason의 기후             | Rason의 기후 | Rason의 기후 | Rason의 기후 | Rason의 기후 | Rason의 기후 | Rason의 기후 | Rason의 기후 | Rason의 기후 | Rason의 기후 | Rason의 기후 | Rason의 기후 | Rason의 기후 | Rason의 기후 |
| 월                       | 1월          | 2월          | 3월          | 4월          | 5월          | 6월          | 7월          | 8월          | 9월          | 10월         | 11월         | 12월         | 연간         |
| ------------------------ | ------------ | ------------ | ------------ | ------------ | ------------ | ------------ | ------------ | ------------ | ------------ | ------------ | ------------ | ------------ | ------------ |
| 일평균 최고 기온 °C (°F) | −3.8 (25.2)  | −1.1 (30.0)  | 4.4 (39.9)   | 11.4 (52.5)  | 16.1 (61.0)  | 19.0 (66.2)  | 23.2 (73.8)  | 24.8 (76.6)  | 21.3 (70.3)  | 15.3 (59.5)  | 6.0 (42.8)   | −1.1 (30.0)  | 11.3 (52.3)  |
| 일일 평균 기온 °C (°F)   | −9.1 (15.6)  | −6.8 (19.8)  | −1.3 (29.7)  | 5.2 (41.4)   | 9.9 (49.8)   | 14.2 (57.6)  | 19.1 (66.4)  | 20.7 (69.3)  | 16.0 (60.8)  | 9.4 (48.9)   | 0.9 (33.6)   | −6.2 (20.8)  | 6.0 (42.8)   |
| 일평균 최저 기온 °C (°F) | −14.4 (6.1)  | −12.5 (9.5)  | −6.9 (19.6)  | −0.9 (30.4)  | 3.8 (38.8)   | 9.5 (49.1)   | 15.0 (59.0)  | 16.6 (61.9)  | 10.8 (51.4)  | 3.5 (38.3)   | −4.2 (24.4)  | −11.2 (11.8) | 0.8 (33.4)   |
| 평균 강수량 mm (인치)    | 6 (0.2)      | 8 (0.3)      | 21 (0.8)     | 30 (1.2)     | 71 (2.8)     | 101 (4.0)    | 116 (4.6)    | 196 (7.7)    | 114 (4.5)    | 55 (2.2)     | 24 (0.9)     | 10 (0.4)     | 752 (29.6)   |
| 출처: Climate-Data.org   |              |              |              |              |              |              |              |              |              |              |              |              |              |

## 역사
웅기 지구에는 신석기시대의 패총이 있어서 일제시대에 조사를 하였다. 고대에는 고구려·발해의 땅이었다. 여진과의 항쟁 끝에 15세기 초에 조선의 지배하에 들어갔다.
일제시대에 라진과 웅기라는 2개의 마을이 있었고 원래 함경북도 경흥군에 속하고 있었다. 두 마을은 일본으로부터 배가 출입하는 공업도시였던 청진시의 근처에 해당했고 라진은 어촌, 웅기는 국경을 지키는 부대가 주둔하는 작은 항구 도시였다.
1932년에 만주국이 건국되면서 이 곳은 일본-만주간의 연락로로서 각광을 받게 되었다. 함경북도 북부는 만주 동부에서 바다로 가는 제일의 지름길인 동시에 연해주의 소련군(적군)으로부터의 방위 등 군사 작전을 위한 중요한 지역으로 여겨져 개발이 진행되었다. 특히 만주의 가장 근처의 양항인 라진은 바다와 육지를 연결하는 대규모 항만이 새롭게 정비되었다. 사카이 항·쓰루가 항·니가타 항 등에서 청진·라진·웅기로의 정기선이 운항되어 이곳을 통해 많은 일본인들이 만주 동부로 이동했다.
1945년 8월 8일, 소련군의 대일 참전과 함께 라진·웅기는 공습을 받아 12일에 소련군이 조선인민혁명군과 함께 최초로 상륙했다. 조선인민혁명군의 최초의 상륙지인 것을 기념해 1981년 10월에 웅기가 '선봉'으로 개명되었다.
1980년대 말부터 시장 경제화가 진행되는 러시아의 극동(연해주 지방), 시장 경제화가 진행되지만 항만이 없는 중국 동북부(헤이룽장 성), 그리고 조선민주주의인민공화국의 3개국이 접하는 장소로서 주목을 받아 이 3개국이 공유하는 두만강 삼각주와 그 주변을 동북아시아의 관문이 되는 국제 무역 지대로 만들 계획이 부상했다. 1990년대 초 유엔 개발 계획의 주도로 진행되는 두만강 지역개발 계획의 일환으로서 라진·선봉 경제 무역 지대가 설치되었고, 시장 경제화를 실험하였다. 2000년 8월 직할시로 승격하면서 라진선봉의 지명이 라선으로 개칭되어 현재에 이르고 있다.
- 조선시대 : 함경도 경흥군의 일부였다.
- 1896년 8월 4일 : 함경북도 경흥군에 속하게 되었다.
- 1931년 : 경흥군 웅기면이 웅기읍으로 승격하였다.
- 1932년 : 라진항 건설 및 시가지 계획이 시작되었다.
- 1934년 : 경흥군 신안면이 라진읍으로 승격하였다.
- 1936년 10월 : 경흥군 라진읍이 라진부(羅津府)를 승격·분리되었다.
- 1949년 1월 : 라진시가 폐지되고, 라진면, 경흥군 풍해면과 부령군 4개면(관해면·삼해면·부거면·연천면)을 합쳐 라진군이 신설되었다.
- 1952년 12월 : 경흥군 웅기읍과 로서면 등을 합쳐 웅기군이 신설되었다.
- 1967년 8월 : 라진군을 라진시로 승격시키면서 웅기군을 편입하고, 라진시 내 옛 부령군 부거면·연천면 지역을 청진시 부령구역에 이관하였다.
- 1967년 10월 : 라진시에서 웅기군을 재분할하였다.
- 1981년 10월 : 웅기군을 선봉군으로 개칭하였다.
- 1993년 9월 : 라진선봉시를 설치하고, 그 산하에 라진시와 선봉군을 두었다.
  - 선봉군에 경흥군의 옛 경흥면 지역을 편입하였다.
  - 라진시 내 옛 부령군 편입지(관해면·삼해면)를 청진시 청암구역에 이관하였다.
- 2000년 8월 : 라진선봉시가 도(道)급인 라선직할시로 승격하였다.
- 2004년 1월 : 라선직할시가 폐지되고, 함경북도 특급시가 되었다.
- 2010년 1월 : 라선시가 도(道)급인 특별시로 승격하였다.
- 2015년 : 라진지구와 선봉지구 재설치했다.
- 2020년 11월 : 라진지구를 라진구역으로, 선봉지구를 선봉구역으로 개칭.

## 산업
라선시는 두만강 하류에 있어 중국과 러시아가 지리적으로 인접해 있다. 이곳은 용수가 풍부하고 수심이 깊으며 만에 있어 대형 선박의 출입이 가능하다. 조선인민민주주의공화국은 두만강 지역을 개발하려는 국제적 움직임에 발맞춰 중국의 경제특구와 비슷한 라진·선봉 경제 무역지대를 설치하였다. 외자 유치를 통해 수출 가공, 관광 및 금융 기반을 갖춘 국제 교류의 거점으로 민들려고 구상하고 있으나, 도로와 통신망이 부족하여 개발 진척이 저조한 편이다.
조선민주주의인민공화국은 중국과 2009년 12월 합의한 라선특구 5개년 합작개발 계획의 하나로 중국 정부는 기업의 자유로운 활동이 보장되는 조건으로 협상을 추진하였다. 동시에 라선시를 특별시로 승격하면서 기업 활동과 기반시설 투자 유치를 촉진하기 위해 관련법을 개정했다.
- 칠보산매리합작회사 (남북합작기업)[8]

## 교통
- 다리 및 도로
  - 조러친선교는 러시아 하산과 연결되어 있다.
  - 라진 - 회령시(80km)
  - 라진 - 청진시(80km)
  - 선봉 - 두만강 (10km)
  - 라진 - 경원군(110km)
  - 아시안 하이웨이 32호선 (중국 대륙을 건너 몽골 허브드까지 이어짐)

- 철도：조선민주주의인민공화국 각지와 연결되어 있다.
- 평라선(평양 - 라선)
- 함북선(회령시 - 라선)

또 러시아와 통하는 철도가 있다.

## 행정 구역
라선시는 현재 2구 (라진구역, 선봉구역)으로 이루어져 있다.

### 라진구역
- 관곡동(寬谷洞)
- 남산동(南山洞)
- 동명동(東明洞)
- 신안동(新安洞)
- 신해동(新海洞)
- 신흥동(新興洞)
- 안주동(安住洞)
- 안화동(安和洞)
- 역전동(驛前洞)
- 유현동(踰峴洞)
- 지경동(地境洞)
- 창평동(倉坪洞)
- 청계동(淸溪洞)
- 해방동(解放洞)
- 무창리(武倉里)
- 후창리(厚倉里)

### 선봉구역
- 상현동(上峴洞)
- 중현동(中峴洞)
- 하현동(下峴洞)
- 송평동(松坪洞)
- 두만강동(豆滿江洞)
- 웅상동(雄尙洞)
- 우암동(牛岩洞)
- 백학동(白鶴洞)
- 원정동(元汀洞)
- 하여평동(下汝坪洞)
- 굴포리(屈浦里)
- 부포리(鮒浦里)
- 사회리(四會里)
- 조산리(造山里)
- 하회리(下檜里)
- 홍의리(洪儀里)

## 관광지

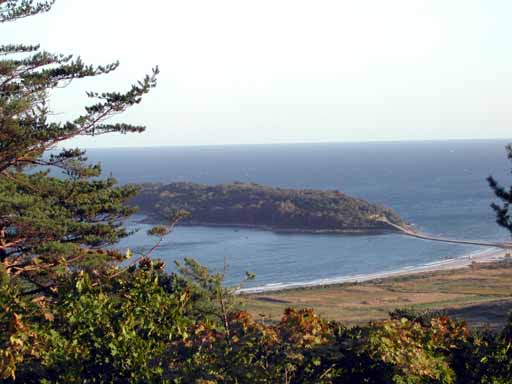
비파도

- 라진항
- 대초도
- 비파도
- 비파해수욕장
- 소할산
- 물개 보호구
- 서번포

### 온천
- 청학온천
- 송진산온천

### 호텔

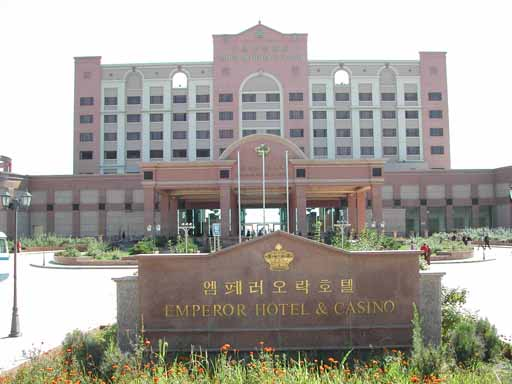
엠페러오락호텔

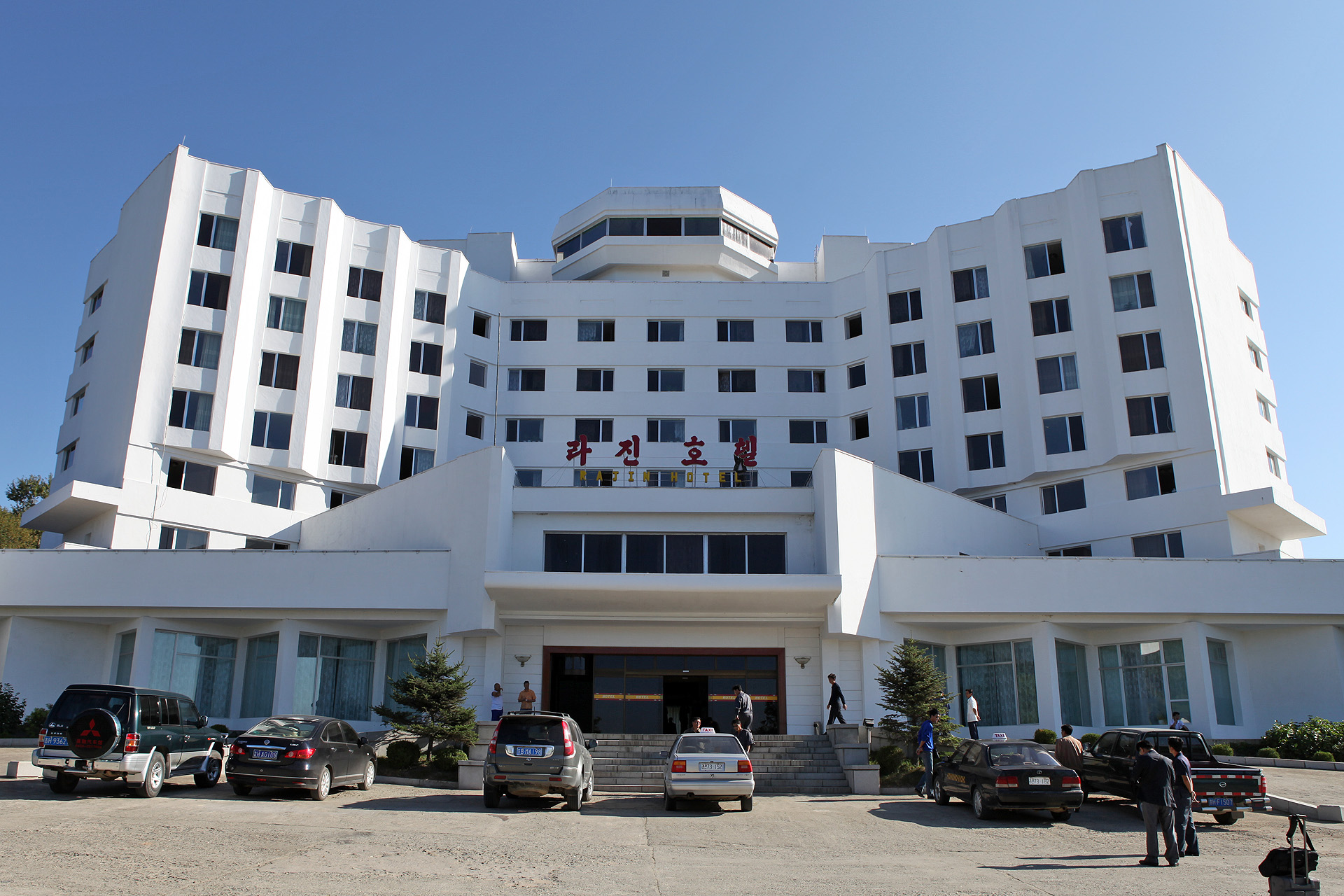
라진호텔

- 엠페러오락호텔 - 홍콩 자본으로 지어진 조선민주주의인민공화국 최고급 호텔이다. 한때 카지노를 운영했으나, 최대 고객이었던 옌볜 조선족 자치주의 간부가 2004년에 공금을 카지노에 전부 써버려 공금을 탕진한 사건이 발생해 중국 정부가 라선관광을 금지하게 되었다. 카지노를 철거하고 2005년 5월에 다시 관광을 재개했지만, 관광객은 격감했다.
- 라진호텔 - 라진만의 동쪽
- 남산려관 - 라진 중심부
- 선봉호텔 - 선봉 중심부

## 같이 보기
- 조선민주주의인민공화국의 행정 구역
- 광역두만개발계획

## 참고 자료
- Dormels, Rainer. North Korea's Cities: Industrial facilities, internal structures and typification. Jimoondang, 2014. ISBN 978-89-6297-167-5